# Bellanca Aircruiser
Bellanca Aircruiser byl americký jednomotorový vzpěrový hornoplošný dopravní letoun smíšené konstrukce s pevným podvozkem ostruhového typu.

## Vývoj

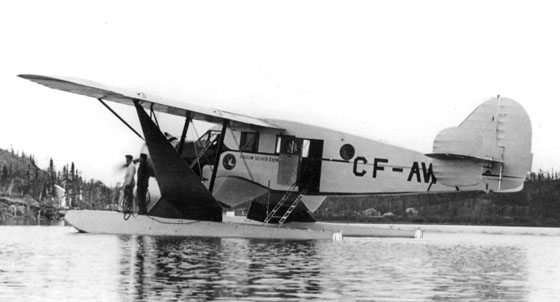
Plovákový letoun Bellanca Aircruiser (CF-AWR), Kanada

V srpnu 1930 byl na trh uveden prototyp dopravního letounu Bellanca P-100 Airbus (NC-684W) pro 12 až 14 pasažérů a dva piloty. Stroj poháněl vidlicový dvanáctiválcový motor Curtiss GV-1570 Conqueror o výkonu 440 kW chlazený kapalinou. Společnost Bellanca s ním v roce 1931 podnikla předváděcí let po USA dlouhý 7100 km absolvovaný za 35 letových hodin. Navzdory slibným parametrům nebyl zákazníky objednán.
Prototyp byl proto přepracován na typ Bellanca P-200 Airbus s hvězdicovou pohonnou jednotkou Wright R-1820-E Cyclone o 423 kW s třílistou vrtulí. Kapacita letounu byla 12 cestujících, předváděn byl také upravený stroj P-300 Airbus pro 15 pasažérů.
Další verzí byl P-200A Airbus s celokovovými plováky montovanými místo kol.
Plovákový P-200A byl testován v roce 1931 u letecké společnosti New York Suburban Airlines na lince mezi Long Islandem a řekou East River v New Yorku. Jiné společnosti opět neprojevily zájem.

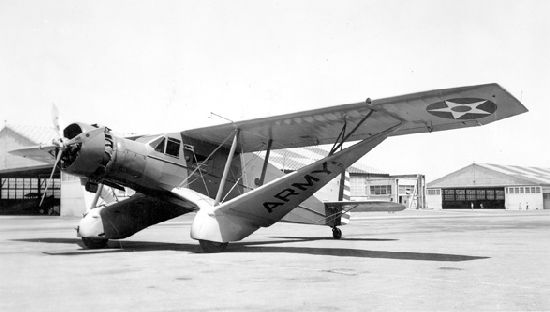
Bellanca C-27C Airbus, USAAC

Komerčně úspěšná byla až vojenská zakázka. Dva stroje zakoupilo armádní letectvo USAAC jako Y1C-27 a dalších 12 pod označením C-27A. Létaly s motory Wright Cyclone různých verzí i s motory Pratt & Whitney Hornet.
V březnu 1935 byl na trh uveden zmodernizovaný Airbus na úrovni vybavení typu P-300, avšak s řadou konstrukčních změn. Trup byl prodloužen, podvozek zvýšen a letoun současně obdržel nové jméno Aircruiser. V případě instalace motoru Wright SGR-1820-E Cyclone o 492 kW nesl označení Bellanca Aircruiser 66-67, s SGR-1820-F53 o výkonu 531 kW Bellanca Aircruiser 66-75 a s pohonnou jednotkou SGR-1820-F3 o 528 kW nesl označení Bellanca Aircruiser 66-70. Firma nabízela také čistě nákladní provedení, plovákovou verzi, nebo s lyžemi.

## Specifikace (Aircruiser 66-70)

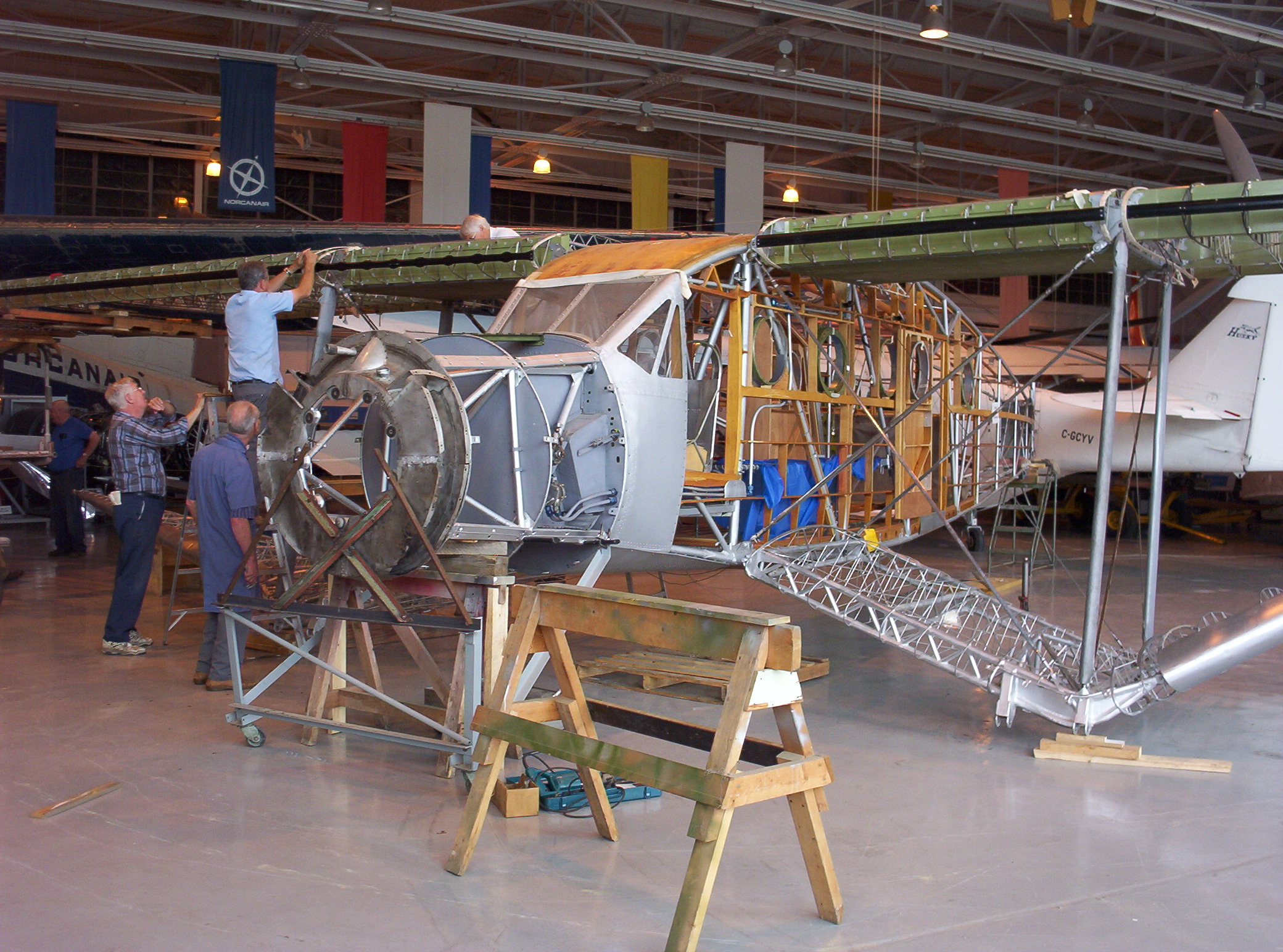
Restaurování letounu Bellanca Aircruiser ve Western Canada Aviation Museum, Winnipeg, 2006

Údaje podle

### Technické údaje
- Osádka:
- Kapacita:
- Rozpětí: 19,83 m
- Délka: 13,22 m
- Nosná plocha: 61,78 m²
- Hmotnost prázdného letounu: 2716 kg
- Vzletová hmotnost: 4927 kg
- Pohonná jednotka:
- Výkon pohonné jednotky:

### Výkony
- Maximální rychlost: 265 km/h
- Cestovní rychlost: 250 km/h
- Stoupavost u země: 3,8 m/s
- Dostup: 4880 m
- Dolet: 1126 km